# Coelioxys alternata
Coelioxys alternata är en biart som beskrevs av Thomas Say 1837. Coelioxys alternata ingår i släktet kägelbin, och familjen buksamlarbin. Inga underarter finns listade i Catalogue of Life.